# NEO女子プロレス
NEO女子プロレス（ネオじょしプロレス）は、かつて存在した日本の女子プロレス団体。

## 歴史

### ネオ・レディース
1997年11月25日、全日本女子プロレスから所属選手が大量離脱した際に井上京子を中心とした9人によって前身であるネオ・ジャパン・レディース・プロレスリング（略称：ネオ・レディース）を設立。代表に元ファミ通編集者で後にスマックガールを設立した篠泰樹が就任。元々、井上を中心に新団体を設立する考えはあったが、準備期間中に一部スポーツ紙に設立をスッパ抜かれ、同じく全日本女子から分かれたアルシオンの設立のニュースもあり対抗として見切り発車的に設立することになった。
団体名について、登記上は株式会社新日本女子プロレスだったが、通称としてネオ・レディースと名乗ることになる。
設立時は渋谷に道場を兼ねた試合会場を作る等の準備を行い（自分達の興行がない時に他団体へ会場を貸し出して、その使用費を団体運営に当てるつもりでいた）、旗揚げに漕ぎ着けるも当初使用する予定だった渋谷の会場が地元の反対や建築基準法に抵触することが判明して1度だけファンを集めてのイベントで使用したのみで閉鎖することになる。また、保険会社との提携によりイベントへの参加等による社会貢献や、ＣＭ出演などでＰＲを行う構想もあったが、表立った活動も無いまま終了している。
1998年1月9日、後楽園ホールで旗揚げ戦を開催。所属選手9人のみで興行を開催したため椎名由香を除いた全員がそれぞれ2試合、井上に至っては3試合に出場。
その後、団体が分裂したことでファンも分裂し、さらに地方に強いパイプを持っていなかったことによるPR不足等により観客動員に苦戦して、そのことで井上がリングで「なんだこのザマは」とフロント陣を批判するなど選手とスタッフの間で感情的なしこりを作ってしまう。井上はオカマムエタイ選手のパリンヤー・ジャルーンポンと異種格闘技戦を決行するが話題こそなれど起爆剤にはならなかった。
1999年、DDTプロレスリングと業務提携を結ぶなどを模索するも、経営不振からオーナーを初めとするほとんどのスタッフが離脱して（当時のオーナーは起死回生の手段として大会場での興行を開催する考えがあったが、地道な興行で手堅く維持を図ろうとする後の代表の甲田哲也との間で意見の相違があったとされている）2000年1月6日、後楽園ホール大会を最後に解散。

### NEO女子プロレス
ネオ・レディース解散後に残された所属選手とスタッフで、株式会社エヌ・イー・オーを設立して団体名をNEO女子プロレス（ネオじょしプロレス）に改称してスタートすることとなる。代表にはホリプロ出身で、後にトライバルキックス代表取締役社長として小室哲哉と共に5億円詐欺事件で逮捕された平根昭彦が就任するが、約3ヶ月でエヌ・イー・オーは破産。興行権の譲渡を受ける形で、有限会社ネオ・エンターテイメントを設立して、甲田が社長に就任。
2000年3月16日、北沢タウンホールでプレ旗揚げ戦を開催。5月31日、北沢タウンホールで旗揚げ戦を開催。
NEOになってからは、基本的に大規模会場での興行は開催せず板橋産文ホール（現：板橋区立グリーンホール）のような小規模会場をメイン会場としていた。そして後楽園ホール、ディファ有明、川崎市体育館のような中規模の会場をビッグマッチとして、キャラクターレスラーを登場させた30人時間差バトルロイヤル等の企画で差別化を図っている。また地方興行もあまり開催せず（開催したとしても地元のプロモーターへの売り興行が主）大都市でのマニア層を中心に手堅く興行を開催。一方で女子総合格闘技団体「ReMix」の設立にも関わった（ReMixは後にスマックガールからJEWELSへ継承）。
NEOでは大きな選手の動きもなく、その堅実な経営から「世界一平和な団体」と称されていた。それなりの規模を持つ団体でありながら、NEOの設立以来、道場を持てなかったことを揶揄する声もあったが、後に念願の道場が神奈川県横浜市に完成。それまでままならなかった新人の発掘と育成も開始。
2005年、全日本女子プロレスが解散して以降は、女子プロレス界の先頭に立ってリードしてきたが、団体を支えたベテラン及び中堅が相次いで引退する一方で、生え抜きの若手選手が相次いで欠場に入ったため世代交代で苦しみ、加えて井上京子の出産による長期欠場もあり、駒不足を補うべくフリー依存が高くなっていた。
2006年、浦えりか、高橋りからグラビアアイドルを据えて「ニューNEO女子プロレス（ニュー全日本女子プロレスのもじり）」を設立しようとしたが設立を懸けた試合で敗れて頓挫。
2007年からは地方興行を積極的に開催する方針に転換して既に北海道、愛知、長崎、長野などで興行を開催。
2009年、松尾永遠が引退してからは、地方で観衆2桁の興行が出るなど観客動員にも翳りが見え始めた。
2010年5月5日、後楽園ホールで第3試合終了後に井上が退団を表明して、さらに全試合終了後に、大晦日に開催する後楽園ホール大会を最後に解散することと田村欣子、タニー・マウス、宮崎有妃の引退を発表。また、同興行終了後に記者会見を行い長期欠場中だっただいのぞみ、石橋葵、川野夏実の退団も発表。残るは勇気彩、野崎渚、解散発表後に入団した飯田美花のみとなり、いずれも現役を続行。12月31日、後楽園ホール大会を最後に解散。

## タイトル
- NWAパシフィック女子&NEO認定シングル王座
- NEO認定ハイスピード王座
- NEO認定タッグ王座
- 板橋タッグ王座
- 北沢タッグ王座
- AWF世界女子王座

## 最終所属選手
- 田村欣子
- タニー・マウス
- 宮崎有妃
- 勇気彩
- 野崎渚
- 飯田美花

## レギュラー参戦選手
NEOのストーリー展開において重要な役割を担った選手たちを列挙している。

### 女子選手
- 日向あずみ（田村欣子とはライバル関係）
- さくらえみ（代表の甲田哲也との結婚騒動など重要登場人物の1人）
- 高橋奈苗
- アキュート冴
- 米山香織
- 西千明
- 唯我（一時期、8割以上の確率で「X」として参戦）
- 西田夏（代表の甲田を何度も誘惑）
- 菜代ゆき
- 久志麻理奈
- 江本敦子
- 木村響子
- 夏樹☆たいよう
- 華名
- 中川ともか
- 栗原あゆみ（飯田美花の師匠）
- 松本浩代
- 真琴（三田英津子をこよなく愛する）

### 男子選手
- DJニラ
- アントニオ小猪木（地方大会などで度々参戦）
- ジャイアント小馬場（地方大会などで度々参戦）

## スタッフ

### レフェリー
- Tommy（フリー）
- 浅野恵（フリー）

### リングアナウンサー
- 石田亜矢子
- 賀川照子
- 千春

## 歴代所属選手
- 下田美馬
- 遠藤紗矢
- 仲村由佳
- 椎名由香
- 元気美佐恵
- 三田英津子
- 井上京子
- チャパリータASARI
- 八木淳子
- 松尾永遠
- だいのぞみ（現：NOZOMI）
- 石橋葵
- 川野夏実
- 千春
- 田辺優（小学生レスラー）

## NEO殿堂
NEOの歴史に貢献した功労者を殿堂入りとして表彰。
2005年
- チャパリータASARI
- アキュート冴
- 田辺優
- 名倉純子（久志麻理奈の元マネージャー）

2010年
- 三田英津子
- 椎名由香
- 元気美佐恵
- 日向あずみ
- 仲村由佳
- 松尾永遠
- 浅野恵（元レフェリー）
- 永田克弘（西田夏の元マネージャー）

2010年
- 田村欣子
- タニー・マウス
- 宮崎有妃